# Фамильяр ведьмы
«Фамильяр ведьмы» (англ. The Witch’s Familiar) — второй эпизод девятого сезона британского научно-фантастического телесериала «Доктор Кто». Премьера эпизода состоялась 26 сентября 2015 года на канале BBC One.
Роль Доктора исполнил Питер Капальди. Дженна Коулман вернулась в роли спутницы Доктора Клары Освальд. Мишель Гомес и Джулиан Блич вернулись к ролям Мисси, женского воплощения Мастера, и создателя далеков Давроса соответственно. Сценарий эпизода был написан Стивеном Моффатом. Режиссёр серии — Хетти Макдональд, которая прежде была режиссёром серии «Не моргай».

## Синопсис
Доктор оказался в ловушке в зловещем городе далеков, самом сердце империи зла — совсем один, без звуковой отвёртки, без ТАРДИС, и помощи ждать неоткуда. Сможет ли он устоять перед величайшим искушением и будет ли проявлено милосердие?

## Съёмки
Вместе с серией «Ученик волшебника» серия вошла во второй съёмочный блок. Съёмки прошли в феврале 2015 года. Часть съёмок проходила на острове Тенерифе Канарских островов (Испания).

## Отзывы критиков
Эпизод удостоился хвалебных отзывов критиков, которые отметили в частности взаимодействие между Доктором и Давросом и актёрскую игру Мишель Гомес. На сайте Rotten Tomatoes серия имеет рейтинг 85 % со средней оценкой 8,61 из 10 на основе 20 рецензий.
Radio Times дал эпизоду 5 звёзд из 5, считая его блестящим образцом сезона, «подкреплённым эмоциональным интеллектом», и отметил превосходную работу четырёх ведущих актёров в «длительных разговорных сценах, испытывающих их выдержку и привлекающих зрительское внимание». IGN дал щедрую оценку 8,9 балла, назвав серию захватывающей и трогательной, и похвалил Мисси и её взаимодействие с Кларой в дополнение к высокому качеству диалогов между Доктором и Давросом. The Guardian также был восхищён динамикой Доктора и Давроса: «Взаимодействие Питера Капальди и Джулиана Блича потрескивало с прямо-таки извращённой химией». The A.V. Club отозвался о серии очень положительно, поставив оценку 5−, и назвал сцены с Доктором и Давросом лучшими между этими персонажами со времени выхода «Происхождения далеков». Майкл Хоган из The Daily Telegraph поставил 4 звёзды из 5, отметив актёрскую игру Мишель Гомес: «Множество сюжетных поворотов и великолепная Мисси делают эту серию невероятно забавной». Metro описал эпизод как «очень содержательное произведение, в котором Доктор спасает положение, проявив милосердие, вместо того, чтобы просто махнуть звуковой отвёрткой. Прямо как в старые добрые времена».